# 丸山勝
丸山 勝（まるやま まさる、1939年7月12日 - ）は、日本の国際ジャーナリスト、中国研究家。
長野県塩尻市生まれ。1963年京都大学文学部東洋史学科卒、読売新聞記者となる。1971年から1973年までインドネシア・ジャカルタ特派員、1975年から1978年までケニア・ナイロビ特派員を務めた後、中華人民共和国・北京支局長、アジア総局長、外報部次長、読売新聞調査研究本部主任研究員を務めた。
1994年から1998年まで文教大学文学部で非常勤講師、また台湾国策研究院客員研究員を務めた。目白大学社会学部メディア表現学科教授として国際ジャーナリズム論の教鞭を執った。

## 著書
- 『現代中国のイメージ』三修社 1986
- 『君もなれる国際選挙監視員 ベテラン記者のカンボジア選挙報告』読売ぶっくれっと 1998
- 『陳水扁の時代 台湾・民進党、誕生から政権獲得まで』藤原書店 2000

共著
- 『「東アジアの火薬庫」中台関係と日本』山本勲共著 藤原書店 2001

### 翻訳
- R.C.イェーガー『ルージング・イット アメリカ中流階級の没落』長谷川重四郎共訳 新評論 1981
- イマニュエル・ウォーラーステイン『ポスト・アメリカ 世界システムにおける地政学と地政文化』藤原書店 1991
- 鄭義『天安門の六人 小説・中国共産党三国志』読売新聞社 1993
- 鄭義『小説・鄧小平』訳・構成 読売新聞社 1994
- 殷允芃編『台湾の歴史 日台交渉の三百年』藤原書店 1996
- I.ウォーラーステイン編『転移する時代 世界システムの軌道1945-2025』藤原書店 1999

## 参考
- 『現代日本人名録』2002年
- 丸山勝